# T.P.さくら 〜タイムパラディンさくら〜
『T.P.さくら 〜タイムパラディンさくら〜』（タイムパラディンさくら）は、CIRCUSから発売された日本のOVA作品およびゲームソフト。前篇が2011年1月27日、後編が同年2月24日に発売された。本作は全年齢対象作品だが、配布元サーバーの利用規約上、ゲームの体験版やアップデートファイルの提供は18歳以上のみに限定されているほか、法律上の制約により、18歳未満のユーザーは公式サイトの閲覧を禁じられているため、サポートサービスを受けることも出来ない。

## 概要
D.C. 〜ダ・カーポ〜からのスピンオフである2011年の作品。シリーズを全く知らない人でも楽しめるというふれこみどおりの内容になっている。PCゲームとアニメーションの同封販売で、製作側はまずアニメーションからT.P.さくら 〜タイムパラディンさくら〜に入り込んでもらいたいとサイト上に案内をしている。

## あらすじ
明るく元気な小学校3年生の主人公・芳乃さくらは風見学園に通う普通の女の子。だけど、みんなには言えない秘密を抱えている。
それは……？

## 登場人物
芳乃さくら（よしの さくら）
声 - 三森すずこ
誕生日：9月4日 性別：女 血液型：O型
本作の主人公。
白河ことり（しらかわ ことり）
声 - 新田恵海
誕生日：6月20日 性別：女 血液型：A型
さくらのクラスメイトの一人。
朝倉純一（あさくら じゅんいち）
声 - 加瀬愛奈
誕生日：12月28日 性別：男 血液型：A型
さくらのクラスメイトの一人で、恋人や幼馴染。名前の由来は「D.C.」や「D.C.S.S.」の主人公。
杉並（すぎなみ）
声 - 岸尾だいすけ
血液型：AB型
さくらのライバルで生徒会長。その正体は時空怪盗団の団長。
朝倉音夢（あさくら ねむ）
声 - 春夏ひとみ
誕生日：12月28日 性別：女 血液型：O型
純一の姉で、杉並のパートナーの一人。
天枷美春（あまかせ みはる）
声 - 竹達彩奈
誕生日：3月16日 性別：女 血液型：不明
音夢と同じ、杉並のパートナーの一人。実はロボット。
板橋渉（いたばし わたる）
声 - 瀬戸麻沙美
純一の親友。ゲームにのみ登場。
エリカ・ムラサキ
声 - 五十嵐裕美
さくらのライバル。ゲームにのみ登場。
鷺澤頼子
声 - 藤田咲
さくらの同級生。
月城アリス（つきしろ アリス）
声 - 片岡あづさ
誕生日：3月27日 性別：女 血液型：AB型
風見学園付属2年生。そしてさくら達のいる「歴史事象保護局」の副長。
水越眞子（みずこし まこ）
声 - 伊藤かな恵
誕生日：2月14日 性別：女 血液型：O型
萌の妹。歴史事象保護局のオペレーター。
水越萌（みずこし もえ）
声 - 米澤円
誕生日：10月9日 性別：女 血液型：B型
眞子の姉。歴史事象保護局のオペレーター。
芳乃局長
声 - 佐々木優子
さくらの祖母で年齢不詳の老婦人にして、歴史事象保護局の局長。
アルキデメス
声 - 中川里江
さくらと行動を共にする火星の黒い猫。元は水夏に登場した同名の人形より。
普段は人形のフリをして過ごしているが、任務ではタイムパラディンの新人であるさくらを的確にフォローする。

天草四郎時貞（あまくさ しろう ときさだ）
声 - 宮田幸季
本作のラストボス。アニメにのみ登場。

朝倉音夢
声 - はるかひとみ
アニメにのみ登場。

## 製品
T.P.さくら 〜タイムパラディンさくら〜 前編
2011年1月27日発売、通常版7,140円、サーカス通販限定版9,240円
T.P.さくら 〜タイムパラディンさくら〜 後編
2011年2月24日発売、通常版7,140円、サーカス通販限定版9,240円

## スタッフ

### アニメパート
- 原作 - CIRCUS
- 監督・絵コンテ - 中山岳洋
- シリーズ構成・脚本 - 戸塚直樹
- キャラクターデザイン・総作画監督 - 古賀誠
- 演出 - 佐藤光
- 作画監督 - 山本真嗣（前編）、大田謙治（後編）
- 美術監督 - 武藤正敏
- 色彩設計 - 鎌田千賀子
- 撮影監督 - 吉田寛
- 編集 - 武宮むつみ
- 音響監督 - えびなやすのり
- 音楽 - 加藤達也
- 音響制作 - エスプリズム
- 音楽制作 - ランティス
- プロデューサー - しおしおん、木谷高明、伊藤善之、森本浩二
- アニメーション制作 - NOMAD
- 製作 - T.P.S project

### ゲームパート
- プロデューサー - tororo
- ディレクター - しおしおん
- シナリオ - さかいともこ
- キャラクターデザイン - 鷹乃ゆき
- 原画 - 鷹乃ゆき、櫻野露、チマQ、深野洋一
- 制作進行 - しおしおん、松下紗知（補佐）

## 主題歌
OVA・ゲーム共通
オープニングテーマ「fly away t.p.s」
作詞・作曲 - tororo / 編曲 - 高田暁 / 歌 - 佐咲紗花
エンディングテーマ「ボクは君のそばにいる」
作詞・作曲・歌 - yozuca* / 編曲 - chokix

## コミカライズ
『T.P.さくら』
作画：藤井理乃
電撃大王（アスキー・メディアワークス）にて2011年2月号から7月号まで連載された。全6話。単巻。
2011年7月27日初版発行（7月27日発売）、ISBN 978-4-04-870628-5
『T.P.さくらE.E.(エクストラ･エディション)』
作画：村松麻由
Webコミックゲッキン連載。

## ラジオ
2010年11月11日から2011年3月3日までHiBiKi Radio Stationで『ラジオT.P.さくら 風見学園初等部放送委員会』が配信された。パーソナリティは芳乃さくら役の三森すずこと白河ことり役の新田恵海。